# コルト・ハインズ
ジョシュア・ハインズ（Joshua "Colt" Hynes，1985年6月28日 - ）はアメリカ合衆国・オクラホマ州オクラホマシティ出身のプロ野球選手（投手）。左投左打。MLB・ロサンゼルス・ドジャース傘下所属。

## 経歴

### プロ入りとパドレス時代
2007年のMLBドラフト31巡目（全体956位）でサンディエゴ・パドレスから指名され、6月10日に契約。契約後、傘下のA-級ユージーン・エメラルズでプロデビュー。30試合に登板して3勝2敗4セーブ・防御率1.54・50奪三振の成績を残した。
2008年はA級フォートウェイン・ウィザーズでプレーし、32試合に登板して0勝2敗・防御率4.60・38奪三振の成績を残した。
2009年はまずA級フォートウェインでプレーし、13試合に登板して2勝0敗・防御率1.62・17奪三振の成績を残した。5月にA+級レイクエルシノア・ストームへ昇格。49試合に登板して3勝3敗2セーブ・防御率2.90・44奪三振の成績を残した。
2010年はA+級レイクエルノシアとAA級サンアントニオ・ミッションズでプレー。AA級サンアントニオでは24試合に登板して0勝1敗・防御率1.19・24奪三振の成績を残した。
2011年はAA級サンアントニオとAAA級ツーソン・パドレスでプレー。AAA級ツーソンでは22試合に登板して2勝1敗・防御率5.47・12奪三振の成績を残した。
2012年はAAA級ツーソンでプレーし、30試合（先発21試合）に登板して6勝9敗・防御率5.76・71奪三振の成績を残した。
2013年はまずAA級サンアントニオでプレーし、10試合に登板して1勝0敗・防御率0.73・16奪三振の成績を残した。4月にAAA級ツーソンへ昇格。31試合に登板して1勝0敗4セーブ・防御率1.80・42奪三振の成績を残した。7月14日にパドレスとメジャー契約を結び、同日のサンフランシスコ・ジャイアンツ戦でメジャーデビュー。9回表から登板し、1回を投げ無安打無失点に抑えた。この年メジャーでは22試合に登板して0勝0敗・防御率9.00・13奪三振の成績を残した。オフの10月25日にDFAとなった。

### ドジャース傘下時代
2013年10月31日に金銭トレードで、クリーブランド・インディアンスへ移籍した。
2014年3月4日にインディアンスと1年契約に合意。3月19日に傘下のAAA級コロンバス・クリッパーズへ異動したが、30日にDFAとなった。4月6日にデューク・フォン・シャーマンとのトレードで、ロサンゼルス・ドジャースへ移籍。同日に傘下のAAA級アルバカーキ・アイソトープスへ異動した。8月10日にDFAとなった。

### ブルージェイズ時代
2014年8月13日にウェイバーでトロント・ブルージェイズに移籍し、同日に傘下のAAA級バッファロー・バイソンズに異動した。
2015年9月1日にDFAとなり、3日に40人枠を外れる形でAAA級バッファローに配属された。
2016年2月12日にマイナー契約で再契約した。

### インディアンス傘下時代
2016年8月4日にインディアンスとマイナー契約を結んだ。

### アスレチックス傘下時代
2016年8月30日にココ・クリスプとのトレードで、金銭と共にオークランド・アスレチックスへ移籍した。オフの11月7日にFAとなった。

### ドジャース傘下復帰
2017年2月にドジャースとマイナー契約を結んだ。

## 詳細情報

### 年度別投手成績
| 年 度     | 球 団     | 登 板 | 先 発 | 完 投 | 完 封 | 無 四 球 | 勝 利 | 敗 戦 | セ 丨 ブ | ホ 丨 ル ド | 勝 率 | 打 者 | 投 球 回 | 被 安 打 | 被 本 塁 打 | 与 四 球 | 敬 遠 | 与 死 球 | 奪 三 振 | 暴 投 | ボ 丨 ク | 失 点 | 自 責 点 | 防 御 率 | W H I P |
| --------- | --------- | ----- | ----- | ----- | ----- | -------- | ----- | ----- | -------- | ----------- | ----- | ----- | -------- | -------- | ----------- | -------- | ----- | -------- | -------- | ----- | -------- | ----- | -------- | -------- | ------- |
| 2013      | SD        | 22    | 0     | 0     | 0     | 0        | 0     | 0     | 0        | 1           | ----  | 84    | 17.0     | 25       | 3           | 9        | 2     | 1        | 13       | 1     | 0        | 17    | 17       | 9.00     | 2.00    |
| 2015      | TOR       | 5     | 0     | 0     | 0     | 0        | 0     | 0     | 0        | 0           | ----  | 18    | 3.0      | 8        | 0           | 2        | 1     | 0        | 4        | 0     | 0        | 2     | 2        | 6.00     | 3.33    |
| 通算：2年 | 通算：2年 | 27    | 0     | 0     | 0     | 0        | 0     | 0     | 0        | 1           | ----  | 102   | 20.0     | 33       | 3           | 11       | 3     | 1        | 17       | 1     | 0        | 19    | 19       | 8.55     | 2.20    |

- 2016年度シーズン終了時

### 背番号
- 56（2013年）
- 49（2015年）